# Liste der Monuments historiques in Coron (Maine-et-Loire)
Die Liste der Monuments historiques in Coron (Maine-et-Loire) führt die Monuments historiques in der französischen Gemeinde Coron auf.

## Liste der Bauwerke
| Bezeichnung                 | Beschreibung | Standort | Kennzeichnung | Schutzstatus | Datum | Bild |
| --------------------------- | ------------ | -------- | ------------- | ------------ | ----- | ---- |
| Menhir La Pierre des Hommes |              | (Lage)   | PA00109064    | Classé       | 1889  |      |
| Windmühle                   | Erbaut 1890  | (Lage)   | PA00109063    | Inscrit      | 1975  |      |

## Liste der Objekte
- Monuments historiques (Objekte) in Coron (Maine-et-Loire) in der Base Palissy des französischen Kultusministeriums